# Rowley Regis
Rowley Regis är en ort i unparished area Warley, i distriktet Sandwell, i Storbritannien. Den ligger i grevskapet West Midlands och riksdelen England, i den södra delen av landet, 170 km nordväst om huvudstaden London. Rowley Regis ligger 210 meter över havet och antalet invånare är 1 001. Rowley Regis var en civil parish fram till 1961 när blev den en del av Warley, West Bromwich, Dudley och Halesowen. Civil parish hade 48 146 invånare år 1961.
Terrängen runt Rowley Regis är huvudsakligen platt. Rowley Regis ligger uppe på en höjd. Runt Rowley Regis är det mycket tätbefolkat, med 3 623 invånare per kvadratkilometer. Närmaste större samhälle är Birmingham, 9,7 km öster om Rowley Regis. Runt Rowley Regis är det i huvudsak tätbebyggt.